# Zazdrość (powiat mogileński)
Zazdrość – osada w Polsce położona w województwie kujawsko-pomorskim, w powiecie mogileńskim, w gminie Mogilno.
Według zdjęcia satelitarnego w osadzie znajduje się tylko zarośnięty drzewami stary cmentarz.
W latach 1975–1998 miejscowość administracyjnie należała do województwa bydgoskiego.